# Куп Мађарске у фудбалу 2009/10.
Куп Мађарске у фудбалу 2009/10. (мађ. 2009–2010-еs magyar labdarúgókupa) је било 70. издање серије, на којој је екипа ФК Дебрецина тријумфовала по 4. пут.
Такмичење за ову сезону купа почело је првом утакмицом 1. кола 5. августа 2009. године и завршило се финалном утакмицом одржаном 8. маја 2010. године на стадиону Пушкаш Ференц у Будимпешти. Победници су изборили пласман у друго коло квалификација УЕФА Лиге Европе 2010–11. Будимпештански Хонвед је био бранилац титуле.

## Четвртфинале[3]
У четвртфиналу су огране по две утакмице. Победници су се пласирали у полуфинале.
| Тим #1                   | рез.                | Тим #2         | прва утакмица | друга утакмица |
| ------------------------ | ------------------- | -------------- | ------------- | -------------- |
| 11. и 17. новембар 2009. |                     |                |               |                |
| ФК Сигетсентмиклош       | 1 : 3               | ФК Залаегерсег | 0 : 3         | 1 : 3          |
| 17. и 25. новембар 2009. |                     |                |               |                |
| ФК Хонвед                | 2 : 1               | Ђер ЕТО        | 1 : 1         | 1 : 0          |
| Видеотон                 | 0 : 2               | ФК Ујпешт      | 0 : 1         | 0 : 1          |
| 13. и 17. децембар 2009. |                     |                |               |                |
| ФК Дебрецин              | 2 : 2 (5 : 4, пен.) | ФК МТК         | 2 : 0         | 0 : 2          |

## Полуфинале
| Тим #1                     | рез.  | Тим #2         | прва утакмица | друга утакмица |
| -------------------------- | ----- | -------------- | ------------- | -------------- |
| 23. март и 13. април 2010. |       |                |               |                |
| ФК Хонвед                  | 2 : 3 | ФК Дебрецин    | 1 : 1         | 1 : 2          |
| 24. март и 14. април 2010. |       |                |               |                |
| ФК Ујпешт                  | 0 : 1 | ФК Залаегерсег | 0 : 1         | 0 : 0          |

## Финале
Одиграна је само једна утакмица у финалу и Дебрецин је освојио титулу шампиона.
| 26. мај 2010. |       |                |
| ФК Дебрецин   | 3 : 2 | ФК Залаегерсег |

| ФК Дебрецин                                 | 3 : 2    | ФК Залаегерсег                            |
| ------------------------------------------- | -------- | ----------------------------------------- |
| Адамо Коулибањ 24’ 68’ · Мбенгоно Јаник 30’ | Извештај | Дарко Павичевић 41’ · Артјомс Рудњевс 70’ |